# Ангел Семерджиев
Ангел П. Семерджиев е български общественик.

## Биография
Роден е през 1867 г. в Батак. След 1876 г. се преселва в Пловдив, където с помощта на епископ Гервасий завършва гимназията „Св. св. Кирил и Методий“. През 1883 г. заедно с Иван Найденов създава печатница „Напредък“, където се печата вестник „Борба“ на Захари Стоянов. От 1887 г. печатницата става еднолична собственост на Семерджиев. Семерджиев е един от редакторите на в. „Южна България“. Между 1886 и 1907 г. издава в. „Пловдив“. За кратко между 1 април и 1 юни 1893 г. е кмет на Пловдив като председател на тричленната комисия до края на общинските избори. Бил е и народен представител. Умира през 1907 г..